# 星野敬太郎
星野 敬太郎（ほしの けいたろう、1969年8月14日 - 2021年10月8日）は、日本の元プロボクサー。元WBA世界ミニマム級王者。現役時代は花形ボクシングジム所属。入場曲はディープ・パープルの「スモーク・オン・ザ・ウォーター」。
神奈川県横浜市出身。武相高校卒業。

## 人物
小学校時代から中学卒業まで後の師匠・花形進がかつて所属していた横浜協栄ジム（現・神奈川渥美ボクシングジム）の練習生。現役ボクサー時代、横浜市内のとんかつ店「美とん・さくらい」上大岡店の料理長を務めていた。この時期に自身が考案したトレーニングメニューが「チャンピオン丼」として商品化されている。「トンカツボクサー」は愛称のひとつであった。
中島浩、横山啓介、鈴木誠ら当時の日本のトップボクサー達を次々と撃破し「日本最強の切り札」として世界に挑み見事初挑戦で世界王者となった。所属する花形ジムの会長である花形進も現役時代、世界王者（WBAフライ級）に輝いており、国内初の「師弟世界王者」誕生となった。

## 来歴
高校時代は松本好二、葛西裕一と共に「（神奈川の）三羽ガラス」と称された。高校生でもあったアマチュア時代には37戦30勝7敗の実績を積んだ。高校総体モスキート（ピン）級で3位に入るなどの実績もある。その後、プロへ転向。
1988年11月3日、花形ボクシングジム所属でプロデビュー。デビュー戦で4R判定負けを喫する。歴代のボクシング世界王者の中で初戦で負けたのは星野が史上初。ところが、後に星野は「あの敗戦があったから今の自分がいる」と語る。だが、プロ2戦目で初白星を挙げると、一戦目で借りを返せたとして1度目の引退宣言。
しかし約2年半近くのブランク経て復帰した3戦目以降は、ブランク前の2戦目を含め5連勝を収め、戦績を6戦5勝（1KO）1敗とするが、7戦目から11戦目の戦績は5戦1勝4敗（3KO負）。11戦目までの戦績は11戦6勝（1KO）5敗という平凡なものであった。
だが、八尋史朗、ロッキー・リンら世界挑戦経験者とスパーリングを重ね12戦目からは実に5連勝（2KO）を収め、日本ランクを上昇させた。ディフェンスの改善によって先天的な瞬時の判断力を活かせるようになった。日本王座挑戦も決めた一方で、前哨戦にて格下と思われたフィリピン人選手にKO負けを喫するという一幕もあった。一見すると非力さを技術で補うアウトボクサーであったが、その実慎重どころか大胆なボクサーであり、大胆さが祟って負けることもあった。

### 日本王座獲得
KO負けを喫した次戦、星野は予定通り日本ミニマム級王者の横山啓介に挑戦。前回の試合のこともあり、予想は横山の圧倒的有利だったが、星野は王者横山を圧倒し、8RTKOで勝利。日本ミニマム級王座を獲得した。
同王座獲得後は東洋王者の中島浩や、後の日本王者の鈴木誠らを退け、5度の防衛に成功。
世界ランキングにも入り、世界挑戦も見えてきた矢先、星野は突如日本王座を返上し、引退を表明する。
引退から約1年半後に再起し、かつて自身が日本王座を奪った相手でもある横山と対戦。この試合でも星野は、ブランク明けとは思えないほどのボクシングを展開し、10R判定勝ちで復帰に成功した。
続く再起2戦目、今度は東洋王者となった中島と再戦。この試合でも星野が終始圧倒し、終盤には中島をダウン寸前にまで追い込むなど格の違いを見せつけ、10R判定勝利。国内最強を証明した星野は、世界挑戦の準備に入った。

### 世界王座獲得
WBA世界ミニマム級王者 ジョマ・ガンボアの世界王座に挑戦。それまで日本人相手に全勝を続けていたガンボアには苦戦すると思われたが、星野は老獪な技術でガンボアを寄せ付けず、12R判定勝ちで世界王座を獲得した。星野はガンボアの不調を序盤から察していた。素質に恵まれない星野が同じ「三羽ガラス」の葛西、松本を差し置いて世界王座を獲得するということは専門家ですら予想だにしなかった出来事であった。
世界王座の初防衛戦で、元世界王者のチャナ・ポーパオインと対戦し、判定負けで世界王座から陥落。星野はこの採点に不満の声をあげ、「キャリアにごまかされた」と漏らしてていたが、数日後に現役引退を表明した。
ミニマム級王座はチャナに渡り、数か月後には新井田豊へ引き継がれた。新井田が世界王座を獲得した直後に再度の現役復帰を表明した。

### 世界王座再獲得
新井田が保持しているWBA王座に挑戦する意思を示していたが、新井田が突如王座を返上して引退。空位となった王座を、再びジョマ・ガンボアと争うことになった。この試合では、前回以上に星野が試合を支配し、判定勝利。2度目の世界王座獲得に成功した。
初防衛戦でノエル・アランブレットを挑戦者に迎えるも、アランブレットの反則ギリギリのボクシングに手こずり、小差の判定で世界王座から陥落した。
試合後、モチベーションの喪失を理由に現役引退を表明。専門誌のインタビューに対し「今まで何度も現役復帰と引退を繰り返してきたから、また復帰すると思われているかもしれない。でも、現役復帰は絶対にありません」とコメント。グローブを壁に吊るした。
しかしそのアランブレット戦から3か月後、星野は再び現役復帰を表明。その時のコメントが「またやりたくなった」。これ以降、「テクニシャン星野」「トンカツボクサー」という愛称よりも、「狼中年」というニックネームを多く使われるようになった。
復帰戦で、WBA王座を保持しているアランブレットと再戦。前回以上に善戦し、12R終了のゴングと同時に勝利を確信していた星野だったが、判定でアランブレットに敗れた。試合後、星野は「もうWBAは嫌い。次からはWBCで戦う」とコメントし、再起に意欲を見せた。しかし後日、再起を取りやめ引退を表明した。
その数か月後、星野は再び現役復帰を表明。復帰戦でいきなりWBC世界ミニマム級王者のホセ・アントニオ・アギーレと対戦し、最終12Rにパンチを纏められてのKO負けで王座獲得ならず。試合後、星野は「最後の最後に本当に強い相手と戦えた。これで心置きなく引退できる」とコメントし、引退を表明。JBCにも引退届を提出した。

### 引退後
一時期岐阜県各務原市でコパン星野敬太郎ボクシングジムを設立し、ジム会長として後進の育成に努めていた。
中日本プロボクシング協会・キッズ委員長として全国各地でキッズボクシングの普及に努めた。2008年、後楽園ホールで全国大会も開催した。
2019年の記事によると、横浜市に帰郷してボクシング界から離れており、その後、2018年から沖縄県に在住していた。関係者によれば晩年は闘病していたとされる。
2021年10月8日、那覇市の自宅で倒れているところを発見され、死亡が確認された。翌9日に警察から関係者に死去が伝えられた。52歳没。司法解剖に付された結果、死因は肝硬変で同月6日に死亡したものとみられる。

## 獲得タイトル
- 第12代日本ミニマム級王座（防衛5＝返上）
- WBA世界ミニマム級王座（2度獲得。いずれも防衛0）